# Diplacanthopoma kreffti
Diplacanthopoma kreffti is een straalvinnige vissensoort uit de familie van naaldvissen (Bythitidae). De wetenschappelijke naam van de soort is voor het eerst geldig gepubliceerd in 2002 door Cohen & Nielsen.